# Padam, padam...
Padam, padam a címe egy francia sanzonnak, amelynek első és legemlékezetesebb előadója Édith Piaf. Zeneszerzője Norbert Glanzberg.
A dal eredeti formájában (ISWC: T-003.013.499-6) is világhírű, de sorsa egy további utat is megtett, hasonlóképpen, mint a „Sorrentói emlék” Elvis Presley előadásában.

## A címe és zenéje
Norbert Glanzberg (születési nevén Nathan Glanzberg) Galíciában  született.  Származása miatt hazájában és másutt is folytonos üldöztetésnek volt kitéve. A jelek szerint erre utal a dal címe: Pam-pam, illetve Padam-padam: a folytonosan menekülő, nyugvást sosem lelő ember szívdobogása. A szláv nyelvekban ez a szó a lehullás, az elveszés, az elenyészés kifejezése.
Glanzberg zenéjének megértéséhez tudnunk kell egy gyermekkori esetéről. Amikor anyja először vitte moziba, a némafilmet zenekar kísérte. A gyermek észrevette, hogy az öröm és a bánat kifejezése mennyire hasonló lehet. Azt kérdezte: "Mondd, anya, hogyan lehet az, hogy a zene egyszerre sír is meg nevet is?". Ez az emlék jelent meg a harmincas-negyvenes évek francia sanzonjaiban, amelyek pergő ritmusú, szinte vidám zenéjéhez lírai és mélyen érzelmes szöveg társult.
Sok évvel később, már ismert zeneszerzőként lejátszotta a telefonba egy költő barátjának ezt a muzsikát. Henri Alexandre Contet azzal reagált a hallottakra, hogy: "Ez a zene rabul ejt. Ettől nem tudok szabadulni. Ez olyan, mint a szívdobogás". Eben az értelemben és ebben a hangulatban született meg a vers. A dalt Édit Piaf énekelte hanglemezre 1951. október 15-én, és azonnal belépett az örökzöldek közé. Piaf szenvedélyes, érzelemtől fűtött előadásának jellegzetessége a dal befejező sorainak nagy hangerővel, magas hangon, kitartott módon való előadása: "...mindig csak hallom, és ebbe már belefásult a szívem".

### Változatok
A dal címét – értelemszerűen – a refrén első sora szolgáltatja. Az eredeti változat viszont nem a refrénnel, hanem a szöveggel kezdődik. Egyes nyelvi változatokban a dal a refrénnel kezdődik.
Henri Cortet (Édit Piaf 24250523) eredeti változata:
Cet air qui m'obsède jour et nuit
Cet air n'est pas né d'aujourd'hui
Il vient d'aussi loin que je viens
Traîné par cent mille musiciens
(A szél muzsikál éjjel és nappal, mindig csak ezt a melódiát, mintha ezer zenész játszaná)
A francia változatot újra hangszerelte egy román származású francia muzsikus: Constantin Minescaut (00020912228). Ez lett az alapja a Mireille Mathieu (576424919) és az André Léon Marie Nicolas Rieu (00132118713) változatnak (a zenemű azonosítója: ISWC: T-003.013.500-2).
A dal szinte azonnal megjelent angolul is 1953-ban (ISWC: T-070.273.223-7). A szövegírók igyekeztek nagyjából hűen visszaadni a dal hangulatát – amennyire a slágergyáros Amerikában és Ausztráliában lehetséges. Szöveg: Mann Holiner (00014283117) és Alberta Nichols (00022307823). Ezt a változatot adja elő a Melachrino Strings zenekar. Hangszerelte Johnny Warrington. A szöveges változat előadója Vera Lynn.
A haunting relentless refrain
Keeps hurling itself at my brain!
Continuing endlessly on,
Taunt me with days that are gone!
(Egy visszatérő melódia bánt, erre kell gondolnom mindig, folyton és folyton, a rég elmúlt napokra emlékezve.)
Lawrence Welk és Bill Hayes zenekara (RCA) még 78-as normál lemezen is forgalomba hozta How it echoes the beat of my heart címmel.
Szinte azonnal elkészült a magyar változat is Koncz Károly versével Sennyei Vera előadásában. Ez a szöveg nem teljesen a francia eredetinek a fordítása.
Az első csók emlék ma már
De ajkam még most is rád vár.
Az első szál fehér virág.
Még fájón emlékeztet rád.
Sennyei hűen követi a francia előadásmódot, vibrátókkal a hangjában hasonlóképpen, mint Piaf, vagy Fréhel.
A lengyel változat (Alina Janowska előadásában):
Mediolan czy Radio Toulouse,
Budapeszt czy Radio Paris,
Gdzie gałkę przekręcę, to już,
To już melodyjka ta brzmi.
("Bárhová csavarom a gombot, mindegyik rádió ugyanazt a dallamot adja...")
Van egy viszonylag új változata is azonos szöveggel: Berezvai Márta (ének) és Rózsa György 00578283700 (gitár)
A szöveget Reményi Gyenes István (00025712897) újraírta, ez lett a közismert változat. Előadói: Szinetár Dóra, Vári Éva, Gyurkovics Zsuzsa, Psota Irén, Koós Réka, Peller Anna, Soós Judit, Vágó Bernadett.  
Egy hang kísért nap-éjen át,
Mely poklot és mennyet megjárt -
a múltból jött, akárcsak én..
Szól zenekar, száz hangszer él.

## A nagy átalakulás
Már Piaf felvételein nagyzenekari kísérete volt a dalnak, üstdobbal, basszustubával. Nyilván ez, valamint a dal pergő tempója ösztönözte a feldolgozókat, hogy 4/4 ütembe, foxtrott jellegű zenévé alakítsák, és szakszofon-centrikus muzsikává írják át. Dixieland-stílusúnak is nevezik ezt a feldolgozást; ebben a stílusban adta elő a Benkó Dixieland Band.
A dal szövegét Raye Don (Donald MacRae Wilhoite, Jr. 00025500914) írta. Azonosítója ISWC: T-070.266.391-9. Előadói Vince Riccie, Kenny Ball and his Jazzmen; szövege csak a refrént tartalmazza:
Marie Michelle, Nanette, I remember your kisses so well
Loiuse, Lucille, Jeanette, every day was a gay carousel
Denise, Doreen, Annette, how I thrill with each name I recall
and just to capture again all those moments then,
I still love you all.
(Jelentése körülbelül az, hogy a pasiknak milyen öröm ezeket a lányokat körbe-köbe járni).
A Kenny Ball-féle felvétel 1960-ban készült, és 1961-ben került piacra.
A német változat is 1961-ben készült (T-802.344.258-3), szövegírója Heinz Woezel (00033140433), Decca DX 2186 legismertebb előadója Vico Torriani.
Marie, Michelle, Nanette (chorus – hey Nanette)
sind die hübschesten Girls von Paris
Louise, Lucille, Ginette (chorus- oh Ginette)
findet jeder bezaubernd und süß
La la la la la la la...
(Párizs legszebb lányai; varázsosak és édesek)

## Meghallgatható verziók
Az ISWC a dalnak 186 előadói változatát tartja nyilván. Ezekből csak néhányat említünk, főképp olyanokat, amelyek meghallgathatóak az interneten:
- Norbert Glanzberg – Henri Cortot:  Padam, Padam. YouTube (1951)  Édith Piaf.
- Koncz Károly:  Padam, Padam. YouTube (1952)  Sennyei Vera.
- Padam, Padam. YouTube (1952)  Les Baxter & His Orch..
- Raye Don:  I still love you all. YouTube (1961)  Kenny Ball and His Jazzmen.
- Heinz Woesel:  Marie - Michelle - Nanette. YouTube (1961)  Vico Torriani und Tanzorchester Klaus Wüsthoff.
- Glanzberg – Raye Don:  YouTube-videó. YouTube (1962)  Vince Riccio.
- Don Raye:  I still love you all. YouTube (1962)  Sam & His Rockin' Five.
- Raye Don:  Marie, Michelle, Nanett. YouTube (1989)  Lucky Boys.
- Koncz Károly:  Padam, Padam. YouTube (1999)  Berezvai Márta (ének), Rózsa György (gitár).
- Padam, Padam. YouTube (2001)  Tanja Bulanova (Татьяна Буланова).
- Meister Éva: Padam, Padam (2005) You Tube-on   https://www.youtube.com/watch?v=IkGhSNV64Jk
- Kollár-Klemencz László:  Néma harang. YouTube (2009)  Budapest Bár.
- Michael Felzenbaum (Михаил Натанович Фельзенбаум):  Padam, Padam. YouTube (2011)  Polina Beliolvszkij (Полина Белиловская). [* 2]
- Reményi Gyenes István:  Padam, Padam. YouTube (2013)  Szinetár Dóra.

1. ↑  Carousel angolul körhinta
2. ↑  Eredetileg sem a zeneszerző, sem a szövegíró nem tudott yiddisül